# Eoin Coughlan
Eoin Coughlan (Traralgon, 31 de marzo de 1992) es un deportista australiano que compite en judo. Ganó seis medallas en el Campeonato de Oceanía de Judo entre los años 2013 y 2018.

## Palmarés internacional
| Campeonato de Oceanía | Campeonato de Oceanía    | Campeonato de Oceanía | Campeonato de Oceanía |
| Año                   | Lugar                    | Medalla               | Categoría             |
| --------------------- | ------------------------ | --------------------- | --------------------- |
| 2013                  | Apia (Samoa)             | Medalla de bronce     | –81 kg                |
| 2014                  | Auckland (Nueva Zelanda) | Medalla de plata      | –81 kg                |
| 2015                  | Païta (Francia)          | Medalla de oro        | –81 kg                |
| 2016                  | Canberra (Australia)     | Medalla de oro        | –81 kg                |
| 2017                  | Nukualofa (Tonga)        | Medalla de plata      | –81 kg                |
| 2018                  | Numea (Francia)          | Medalla de oro        | –81 kg                |